# Rotador retrocedido
O rotador retrocedido, também escrito como rotor retrocedido, é um modelo de protótipo para estudos de caos e caos quântico. Ele descreve uma partícula que é forçada a se mover em um anel (equivalente: um bastão rotativo). A partícula é propelida periodicamente por um campo homogêneo (equivalente: a gravitação é ativada periodicamente em pulsos curtos). O modelo é descrito pelo Hamiltoniano
{\displaystyle {\mathcal {H}}(p,x,t)={\frac {1}{2}}p^{2}+K\cos(x)\sum _{n=-\infty }^{\infty }\delta (t-n)}
Onde {\displaystyle \textstyle \delta } é a função delta de Dirac, {\displaystyle \textstyle x} é a posição angular (por exemplo, em um anel), tirada no módulo {\displaystyle \textstyle 2\pi }, {\displaystyle \textstyle p} é o momento e {\displaystyle \textstyle K} é a força de retrocesso. Sua dinâmica é descrita pelo mapa padrão
{\displaystyle p_{n+1}=p_{n}+K\sin(x_{n}),\;\;x_{n+1}=x_{n}+p_{n+1}}
Com a ressalva de que {\displaystyle \textstyle p} não é periódico, como está no mapa padrão. Veja mais detalhes e referências na  Scholarpedia associada.